# ベルギウス法
ベルギウス法（ベルギウスほう、Bergius Process）とは高温高圧下で褐炭を水素化することで、合成燃料として液体炭化水素を生産する方法である。この方法は1913年にフリードリッヒ・ベルギウスによって開発された。

## プロセス
1. 褐炭を粉末にし、これに重油（このプロセスから得られる）を混合する。この褐炭と重油の混合比率は用いられる重油に依存し、反応から算出される。
{\displaystyle n{\rm {C}}+(n+1){\rm {H}}_{2}\rightarrow {\rm {C}}_{n}{\rm {H}}_{2n+2}}
2. 少量のスズもしくはニッケルのオレイン酸塩を触媒として加える。そして、これらの混合物は反応器に送られる。
3. 400－450 ℃、水素圧が20－25 MPaで最初の反応が生じる。この反応で重油や中間油、ガソリンが得られる。なお、ガソリンは約60 %得られる。
4. 中間油は水素と反応することで、ガソリンとなる。
5. 軽油は2つ目の反応器で最初の反応器と同温同圧下の気相中でバナジウム触媒によって、水素化が進行する。この生成物は主にガソリンレベルの高オクタン価炭化水素となる。